# Robert Fischer (General)
Robert Fischer, seit 1908 Ritter von Fischer, (* 23. Februar 1859 in Hilpoltstein; † 2. Dezember 1937 in München) war ein bayerischer General der Infanterie.

## Leben
Fischer war der Sohn eines Verwaltungsgerichtsrates. Nach dem Besuch eines Realgymnasiums trat Fischer 1878 in das 1. Infanterie-Regiment „König“ der Bayerischen Armee ein. Unter Beförderung zum Leutnant wurde er Mitte November 1880 in das 13. Infanterie-Regiment versetzt. Fischer absolvierte 1884/87 die Kriegsakademie, die ihm die Qualifikation für den Generalstab, die Höhere Adjutantur und das Lehrfach (Taktik, Terrainkunde, Militärzeichnen) aussprach. Als Oberleutnant war er von 1890 bis 1895 Adjutant bei der 4. Infanterie-Brigade. Anschließend kehrte Fischer als Hauptmann und Kompaniechef in den Truppendienst zurück. 1896 folgte seine Versetzung in den Generalstab des II. Armee-Korps und zwei Jahre später zur Zentralstelle des Generalstabes. Daran schloss sich ab 1899 eine Verwendung im Generalstab der 4. Division an. In dieser Stellung wurde Fischer 1901 zum Major befördert, bevor er 1903 als Bataillonskommandeur im 1. Infanterie-Regiment „König“ wieder in den Truppendienst wechselte. Im Jahr darauf wurde Fischer in das Kriegsministerium versetzt und 1905 zum Chef der Abteilung für Allgemeine Armee-Angelegenheiten ernannt. In dieser Stellung avancierte er bis Juli 1907 zum Oberst. Vom 16. Oktober 1908 bis zum 22. Oktober 1910 war Fischer Kommandeur des 1. Infanterie-Regiment „König“. Als solcher wurde er 1908 mit dem Ritterkreuz des Verdienstordens der Bayerischen Krone beliehen. Mit der Beleihung war der persönliche Adel verbunden und er durfte sich nach der Eintragung in die Adelsmatrikel „Ritter von Fischer“ nennen.
Mit der Beförderung zum Generalmajor wurde Fischer am 23. Oktober 1910 Kommandeur der 9. Infanterie-Brigade und war dann vom 22. August 1911 bis zum 30. September 1913 in gleicher Funktion bei der 1. Infanterie-Brigade tätig. Anschließend wurde Fischer als Generalleutnant zum Kommandanten der Festung Germersheim ernannt. Diese Stellung behielt er über den Ausbruch des Ersten Weltkriegs bei und wurde am 7. September 1914 zum Kommandeur der 1. Landwehr-Division ernannt, die zu diesem Zeitpunkt in Kampfhandlungen um Nancy-Épinal eingebunden war. Nach Stellungskämpfen in Lothringen gab Fischer den Großverband an seinen Nachfolger Generalleutnant Felix Eder (1856–1942) ab. 1917 erhielt Fischer noch den Charakter als General der Infanterie.
Fischer hatte sich 1889 mit Elisabeth Himbsel verheiratet. Aus der Ehe gingen drei Kinder hervor.